# 佐々木芽生
佐々木 芽生（ささき めぐみ、1962年 - ）は、ニューヨークを拠点に活動する日本人の映画監督。

## 来歴

### 略歴
1962年生まれ。北海道出身。北海道札幌南高等学校、青山学院大学文学部仏文科を卒業。東北新社勤務を経て1987年に渡米し、以降ニューヨーク州に在住。ベルリンの壁崩壊をきっかけに単独で東欧に渡り、「Yomiuri America」にてルポを連載。
1992年よりNHKニューヨーク総局にて「おはよう日本」キャスターや、1994年から「ワールド・ナウ」リポーターを務めた。1996年より独立してテレビドキュメンタリー制作に携わる。テレビ番組の制作に世界40ヶ国以上を飛び回った。
2002年、自身の独立プロダクション「Fine Line Media」を創設。2008年、ニューヨークでアート収集を趣味とする老夫婦を取材した初の監督作『Herb & Dorothy』を公開し、ハンプトン国際映画祭最優秀ドキュメンタリー作品賞をはじめ、各地の映画祭で賞を受けた。2014年3月からNHKワールドの『ART TIME-TRAVELER』のリポーターを行う。

### おクジラさま ふたつの正義の物語
日本の捕鯨問題と和歌山県太地町のイルカ追い込み漁を糾弾するアメリカのドキュメンタリー映画『ザ・コーヴ』に対し、日本からの反論が聞こえていないという危機感から、クラウドファンディング等を利用し、『おクジラさま ふたつの正義の物語』（2017年公開）を制作した。
佐々木は、アメリカのドキュメンタリー制作手法は日本のドキュメンタリーと異なり、「制作者の考え方を一方的に伝えても構わない」というもので、『ザ・コーヴ』にも制作者の意見を無理やり押し付けるような強引な手法が見られるとして、反論ではない方法で捕鯨問題を伝えたかったと述べている。また、日本の情報発信の拙さを指摘し、国際社会に対して捕鯨に対する説明責任を果たすべきだとも話している。
中断を挟み、あしかけ7年にわたる制作期間中には、反捕鯨派による攻撃を受けたり、内に閉じるようになった太地町の漁師たちに撮影を認めてもらうため、漁協の組合長と前後不覚になるまで酒を酌み交わしたりもした。佐々木は、「対象に寄り添いすぎないよう適度な距離を意識しました。シーシェパードや漁師に話を聞くときも、どちらかに加担していると思われないよう、あえてお互いの目の前で取材するようにしました。この問題で私が学んだのは、正義の反対は、悪ではなくて別の正義だということ。映画を観た後で、できるだけみんなに考えてもらえればと思っています。」と述べている。
同名の書籍『おクジラさま ふたつの正義の物語』で日本の科学ジャーナリスト賞2018を受賞している。

## 映像作品
2010年
ハーブ&ドロシー アートの森の小さな巨人
2012年
ハーブアンドドロシー ふたりからの贈りもの
2017年
おクジラさま〜ふたつの正義の物語

## 著書
佐々木芽生『おクジラさま ふたつの正義の物語』集英社、2017年。ISBN 978-4087816082。

## 参考資料
- ハーブ&ドロシー アートの森の小さな巨人 パンフレット
- ハーブアンドドロシー ふたりからのおくりもの パンフレット